# María Villarreal
María Villarreal Castillo (13 marzo 1934 – agosto 2024) è stata una cestista cilena.

## Carriera
Con il Cile disputò i Campionati mondiali del 1964 e due edizioni dei Giochi panamericani (Chicago 1959 e San Paolo 1963).